# WWE Music Group
WWE Records, tidigare WWE Records, eller SmackDown! Records) är ett skivbolag som finansieras och drivs av WWE. Detta företag samarbetar och marknadsförs av Columbia Records och distribueras av Sony BMG.

### Fotnoter
1. ↑  United States Patent & Trademark Office (USPTO). ”SMACKDOWN! RECORDS”. USPTO. http://tess2.uspto.gov/bin/showfield?f=doc&state=h993dt.2.1. Läst 27 december 2008.